# Movileni (Iași)
Movileni is een Roemeense gemeente in het district Iași.
Movileni telt 3190 inwoners.